# Werauhia
Werauhia es un género de plantas epífitas de la familia de las bromeliáceas.
Es nativa de los neotrópicos. Basado en evidencias moleculares un número de especies antes clasificadas en los géneros  Vriesia y Tillandsia, han sido emplazados en Werauhia.

## Especies seleccionadas
- Werauhia capitata
- Werauhia gladioliflora
- Werauhia greenbergii
- Werauhia hygrometrica
- Werauhia insignis (sinónimo Tillandsia insignis)
- Werauhia kupperiana
- Werauhia latissima
- Werauhia marnier-lapostollei
- Werauhia millenia
- Werauhia nephrolepis
- Werauhia ororiensis
- Werauhia ringens
- Werauhia sanguinolenta
- Werauhia viridiflora
- Werauhia werckleana
- Werauhia woodsoniana